# 海事博物館 (斯德哥爾摩)
海事博物館（瑞典語：Sjöhistoriska museet）是瑞典斯德哥爾摩的一座以海軍歷史、商船和造船為主題的博物館，位於斯德哥爾摩市中心。海事博物館建築的設計者是Ragnar Östberg，修建於1933年至1936年。海事博物館收藏有約90萬張照片、5萬件物品和4.5萬件繪畫藏品。